# Lamassu
En lamassu (flertal lumasi) (Sumerisk: dlammař; akkadisk: lamassu; nogle gange kaldet lamassus) er en assyrisk beskyttende guddom, der ofte er afbildet med et menneskehoved, en krop fra en tyr eller en løve og fuglevinger. I nogle skriftlige kilder bliver den beskrevet som at repræsentere en kvindelig guddom. Et mindre anvendt navn er shedu, som refererer til det mandlige modstykke til en lamassu. Lammasu eller lumasi repræsenterer dyrekredse, forældrestjerner eller stjernebillede.
Store lamassufigurer var op mod 6 meter høje, og er en vigtig del af assyrisk skulpturkunst, hvor de er de største figurer, som man kender til.